# باران‌های موسمی جنوب آسیا

تصویری از باران‌های موسمی جنوب آسیا بر پایه اطلاعات گروه مخاطرات اقلیمی بارش فروسرخ با داده‌های ایستگاهی (CHIRPS) که با مجموعه داده‌های شبه‌جهانی بارش به مدت بیش از ۳۰ سال تهیه شده و با استفاده از گوگل ارث انجین تجزیه و تحلیل و تصویرسازی شده است.

باران‌های موسمی جنوب آسیا یا مونسون جنوب آسیا یکی از چندین توزیع جهانی مونسون‌ها است که شبه‌قاره هند، جایی که یکی از قدیمی‌ترین و مورد انتظارترین محل برای وقوع این پدیده وضع هوا است را هر ساله از ژوئن تا سپتامبر تحت تأثیر قرار می‌دهد. با وجود اثرات اقتصادی بسیار مهم، این پدیده فقط تا حدی درک شده و پیش‌بینی آن بسیار دشوار است. چندین نظریه برای توضیح منشأ، فرایند، قدرت، تغییرپذیری، توزیع و ویژگی‌های کلی باران‌های موسمی ارائه شده، اما درک و پیش‌بینی‌پذیری آن هنوز در حال تکامل است.
ویژگی‌های یکتای پدیده‌های جغرافیایی شبه‌قاره هند به‌همراه عوامل اتمسفری، اقیانوسی و ژئوفیزیکی، رفتار مونسون‌ها را تحت تأثیر قرار می‌دهند. علاوه اثرات اقتصادی، اجتماعی و زیست‌محیطی، به‌دلیل تأثیر بر روی کشاورزی، جانداران و اقلیم کشورهایی مانند بنگلادش، بوتان، هند، نپال، پاکستان و سری‌لانکا، باران‌های موسمی یکی از مورد انتظارترین، ردیابی‌شده‌ترین و مورد مطالعه‌ترین پدیده‌های وضع هوا در این منطقه است. این پدیده تأثیر قابل توجهی بر رفاه کلی ساکنان منطقه دارد و حتی به آن، لقب «وزیر دارایی واقعی هند» را داده‌اند.

## تعریف
واژه مونسون از واژه عربی موسم گرفته شده که به‌معنای معکوس‌شدن فصلی بادها است، هرچند مونسون به‌طور کلی به عنوان سامانه‌ای از بادها با تغییر جهت فصلی شناخته می‌شود، با این حال پدیده مونسون فاقد یک تعریف منسجم و دقیق است.

## پیشینه

فلش صورتی: جهت بادهای موسمی جنوب‌غربی؛ فلش سبز: جهت بادهای موسمی شمال شرقی.

پدیده مونسون در ابتدا در دریای عرب و توسط ملوانانی مشاهده شد که بین آفریقا، هند و آسیای جنوب شرقی سفر می‌کردند. این پدیده را می‌توان بر اساس گسترش آن در شبه قاره هند به دو شاخه تقسیم کرد:
- شاخه دریای عرب
- شاخه خلیج بنگال

از طرف دیگر، می‌توان مونسون را بر اساس جهت بادهای بارش‌زا به دو بخش تقسیم کرد:
- مونسون شمال‌غربی
- مونسون شمال‌شرقی

همچنین بر پایه زمانی که بادهای باران‌آور موسمی باعث بارندگی در هند می‌شوند، مونسون را می‌توان به دو دوره دسته‌بندی کرد:
- مونسون تابستانی (مه تا سپتامبر)
- مونسون زمستانی (اکتبر تا نوامبر)

پیچیدگی مونسون‌های جنوب آسیا کاملاً درک نشده است و به‌همین دلیل پیش‌بینی دقیق مقدار، زمان و توزیع جغرافیایی بارش همراه با آن را دشوار می‌کند. موارد بالا، بیشترین موارد پایش‌شده از ویژگی‌های مونسون هستند که میزان دسترسی به آب در هند را برای هر سال مشخص می‌کنند.

## تغییرات مونسون

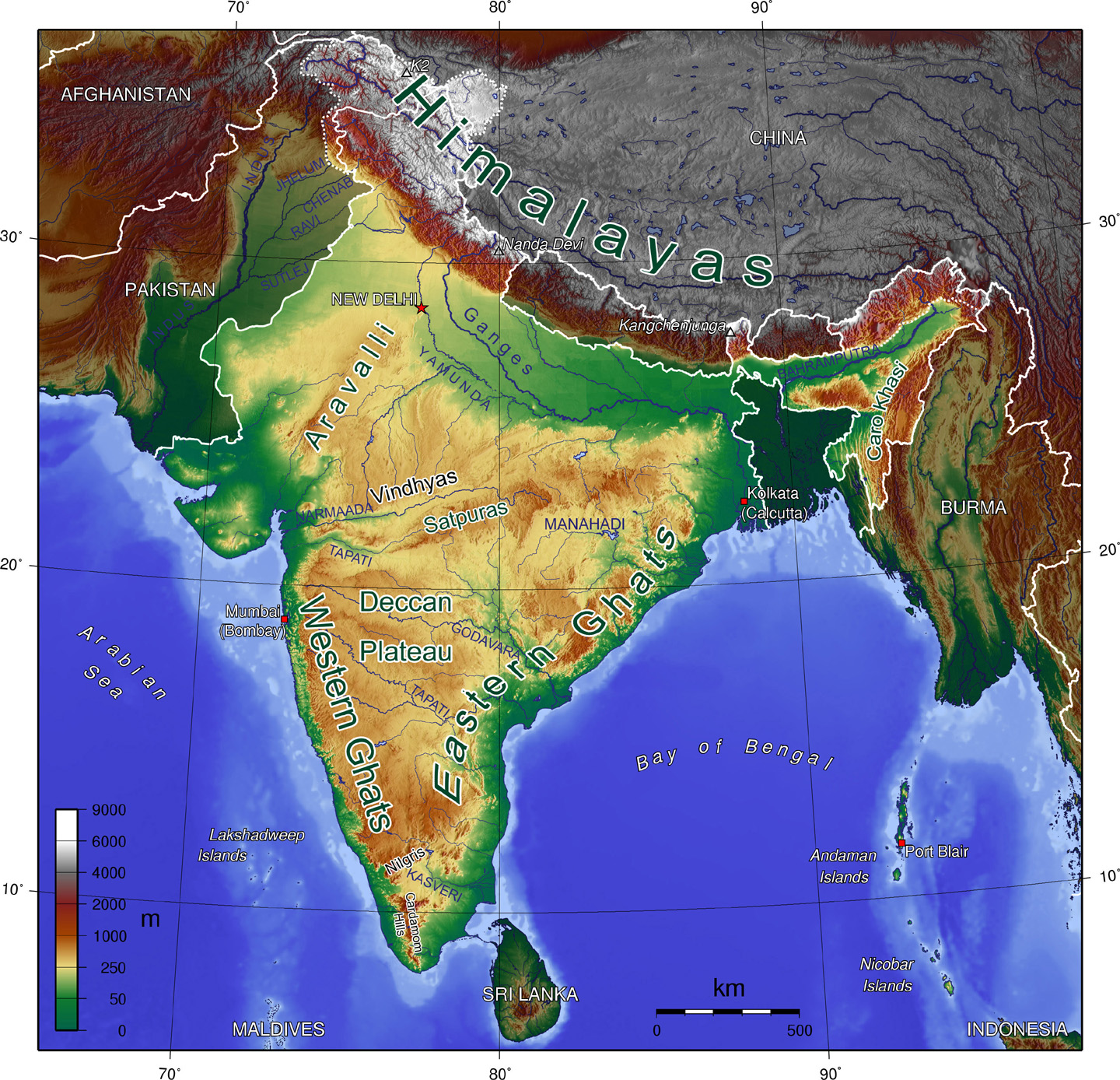
عوارض جغرافیایی و ناهمواری‌های شبه‌قاره هند.

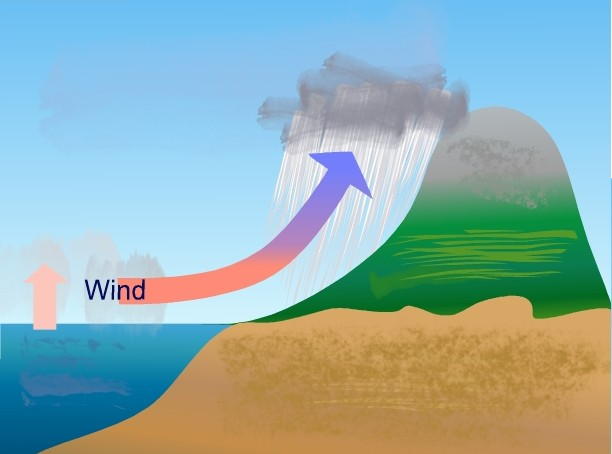
بارندگی کوهساری.

پدیده مونسون معمولاً در مناطق حاره‌ای رخ می‌دهد و یکی از مناطقی که باران‌های موسمی تأثیر زیادی بر آن می‌گذارد، هند است. در هند پدیده مونسون یک فصل کامل را ایجاد می‌کند که در آن بادها کاملاً معکوس می‌شوند.
بارندگی نتیجه همگرایی جریان باد از خلیج بنگال و بادهای معکوس از دریای جنوبی چین است.
پدیده مونسون در ماه مه بر فراز خلیج بنگال آغاز شده و تا ژوئن به شبه‌جزیره هند می‌رسد و پس از آن بادها به سمت دریای چین جنوبی حرکت می‌کنند.

### تأثیر عوارض جغرافیایی و ناهمواری‌ها
اگرچه بادهای موسمی جنوب‌غربی و شمال‌شرقی به صورت فصلی برگشت‌پذیر هستند، اما به خودی خود باعث بارش می‌شوند.
به‌طور کلی دو عنصر ضروری برای تشکیل باران عبارتند از: بادهای مرطوب و تشکیل قطرات. علاوه بر این، یکی از عوامل بارندگی (فعالیت جبهه‌ای، همرفت، اثر کوهساری) باید اتفاق بیفتد. در مورد باران‌های موسمی، علت در درجه اول اثر کوهساری ناشی از وجود ارتفاعات در مسیر وزش بادها است. موانع کوهساری باد را مجبور به صعود می‌کند و سپس بارش در سمت بادگیر ارتفاعات به دلیل سردشدن بی‌دررو و متراکم‌شدن هوای مرطوب در حال صعود رخ می‌دهد.
عوارض جغرافیایی و ناهمواری‌های یکتای شبه‌قاره هند اجازه می‌دهد همه عوامل فوق به‌طور هم‌زمان رخ دهند. ویژگی‌های مرتبط در توضیح چگونگی رخ‌دادن باران‌های موسمی به شرح زیر است:
- وجود پهنه‌های آبی فراوان در اطراف شبه قاره هند: دریای عرب، خلیج بنگال و اقیانوس هند. این پهنه‌های آبی به جمع‌شدن رطوبت در بادها طی فصل گرما کمک می‌کنند.
- وجود ارتفاعات فراوان مانند گهات غربی و هیمالیا درست در مسیر بادهای موسمی جنوب‌غربی.

این‌ها عوامل اصلی بارش‌های کوهساری قابل توجه در سراسر شبه‌قاره هستند.
- کوه‌های گهات غربی اولین ارتفاعات هند هستند که بادهای موسمی جنوب‌غربی با آن روبرو می‌شوند. این کوه‌ها به‌طور ناگهانی از دشت‌های ساحلی غربی شبه قاره سر برافراشته و موانع کوهساری مؤثری برای بادهای موسمی را ایجاد می‌کنند.
- کوه‌های هیمالیا نقشی بیشتر از موانع کوهساری برای باران‌های موسمی بازی کرده و همچنین به محدود کردن این باران‌ها در شبه‌قاره نیز کمک می‌کنند. بدون هیمالیا، بادهای موسمی از فراز شبه قاره هند مستقیماً و بدون ایجاد باران به تبت، افغانستان و آسیای مرکزی می‌رسیدند.
- برای بادهای موسمی شمال شرقی، ارتفاعات گهات شرقی نقش مانع کوهساری را ایفا می‌کنند.

## ویژگی‌های باران‌های موسمی

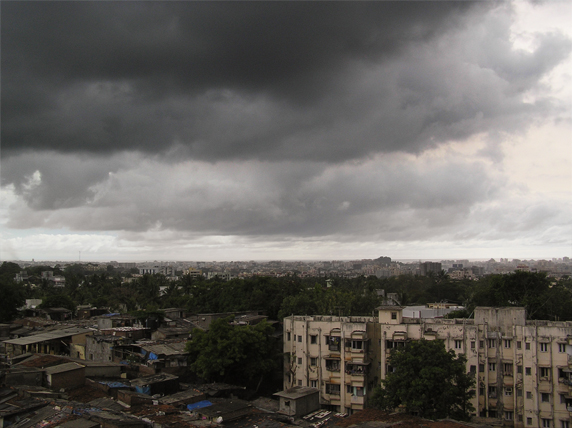
انفجار یا ترکیدن (Bursting) مونسون بر فراز بمبئی.

باران‌هایی که مونسون به شبه قاره هند می‌آورد، ویژگی‌های منحصر به فردی دارد.

### انفجار یا ترکیدن
اصطلاح پُکش، انفجار یا ترکیدن (Bursting) مونسون به تغییر ناگهانی شرایط وضع هوا در هند اشاره دارد (معمولاً از هوای گرم و خشک گرفته تا هوای مرطوب طی مونسون جنوب غربی) که با افزایش ناگهانی میانگین بارندگی روزانه مشخص می‌شود. به‌طور مشابه، عنوان انفجار مونسون‌های شمال شرقی نیز به افزایش ناگهانی میانگین بارندگی روزانه در آن مناطق اشاره دارد.

### تغییرپذیری باران
اصطلاح هوسبازی (vagaries) یکی از متداول‌ترین کلماتی است که برای توصیف ماهیت نامنظم باران‌ها موسمی در روزنامه‌ها، مجلات، کتاب‌ها، درگاه‌های وب، طرح‌های بیمه و بحث‌های بودجه هند به‌کار می‌رود. در برخی از سال‌ها، باران بیش از حد می‌بارد و باعث سیل در بخش‌هایی از هند می‌شود و در برخی دیگر، باران خیلی کم می‌بارد یا اصلاً نمی‌بارد و باعث خشکسالی می‌شود. در برخی سالها، مقدار باران کافی است اما زمان آن نامناسب است. گاهی، با وجود بارندگی سالانه عادی، توزیع روزانه یا توزیع جغرافیایی باران، انحراف قابل توجهی دارد. در گذشته نه چندان دور، تغییرات بارندگی در بازه‌های زمانی کوتاه (حدود یک هفته) به گرد و غبار بیابانی بر روی دریای عرب و غرب آسیا نسبت داده می‌شد.

## باران‌های موسمی مناسب و عادی

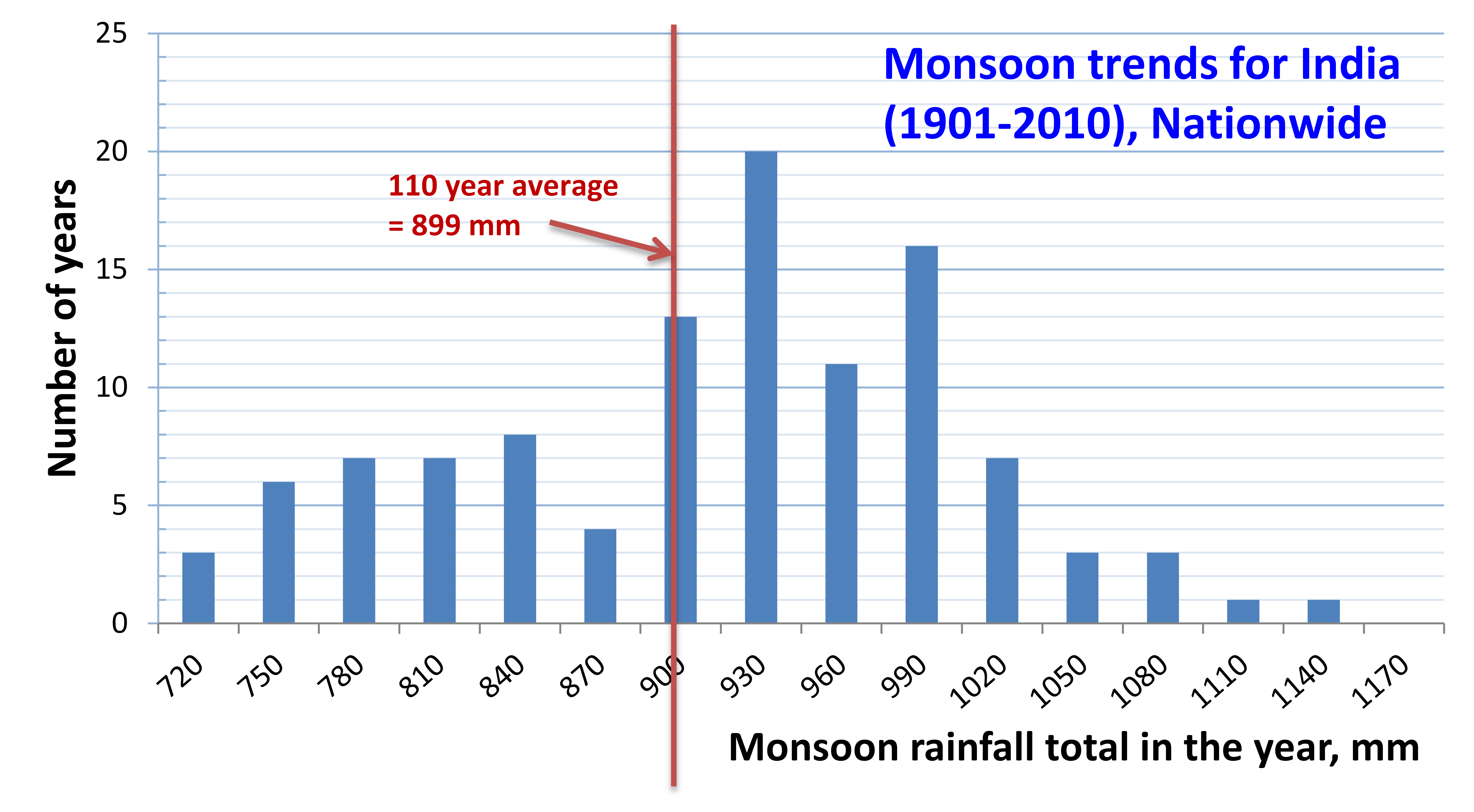
میانگین بارندگی سالانه موسمی در هند در بازه ۱۱۰ ساله. میانگین درازمدت بارندگی ۸۹۹ میلی‌متر بوده است. با این حال، باران‌های موسمی در شبه‌قاره هند در محدوده ۲۰٪± تغییر می‌کند. باران‌های بیش از ۱۰ درصد بالاتر از میانگین، معمولاً منجر به سیل‌های بزرگ می‌شوند، در حالی که ۱۰ درصد کاهش بارندگی به‌معنای خشک‌سالی قابل توجهی است.

به‌طور معمول، می‌توان انتظار داشت که پدیده انفجار یا ترکیدن مونسون‌های جنوب‌غربی بر روی سواحل غربی هند (در نزدیکی تریواندروم) در آغاز ماه ژوئن روی دهد و تا میانه ماه ژوئیه، تمام هند را بپوشاند. خروج مونسون‌ها از هند معمولاً از ابتدای سپتامبر آغاز می‌شود و تا اوایل اکتبر به پایان می‌رسد.
انفجار یا ترکیدن مونسون‌های شمال شرقی معمولاً در حوالی ۲۰ اکتبر روی می‌دهد و فعالیت آن‌ها قبل از عقب‌نشینی حدود ۵۰ روز طول می‌کشد.
با این حال، یک مونسون بارانی لزوماً یک مونسون عادی نیست، یعنی چیزی که نزدیک به میانگین‌های آماری محاسبه‌شده در یک دوره طولانی باشد. به‌طور کلی این مفهوم پذیرفته شده است که یک مونسون عادی شامل تقریباً میانگین مقدار بارندگی در تمام مکان‌های جغرافیایی تحت تأثیر آن (توزیع فضایی متوسط) و در کل دوره زمانی مورد انتظار (میانگین توزیع زمانی) است. علاوه بر این، تاریخ ورود و تاریخ حرکت هر دو توده موسمی جنوب غربی و شمال شرقی باید نزدیک به میانگین تاریخ باشد. معیارهای دقیق برای مونسون‌های عادی توسط اداره هواشناسی هند با محاسبات میانگین و انحراف استاندارد هر یک از این متغیرها تعریف شده است.

## اهمیت

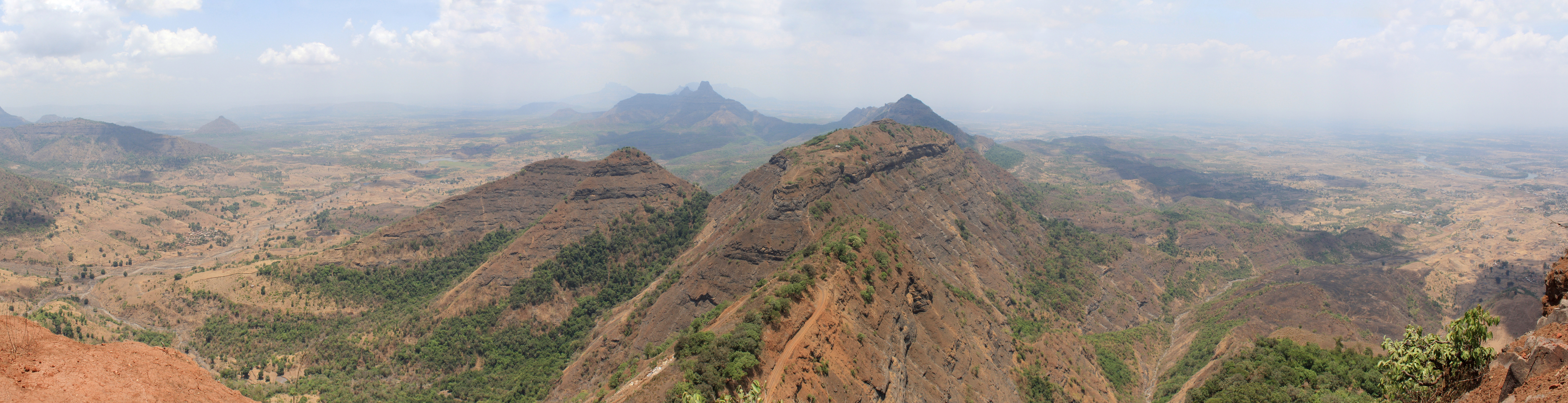
گهات غربی در فصل خشک (۲۸ مه)

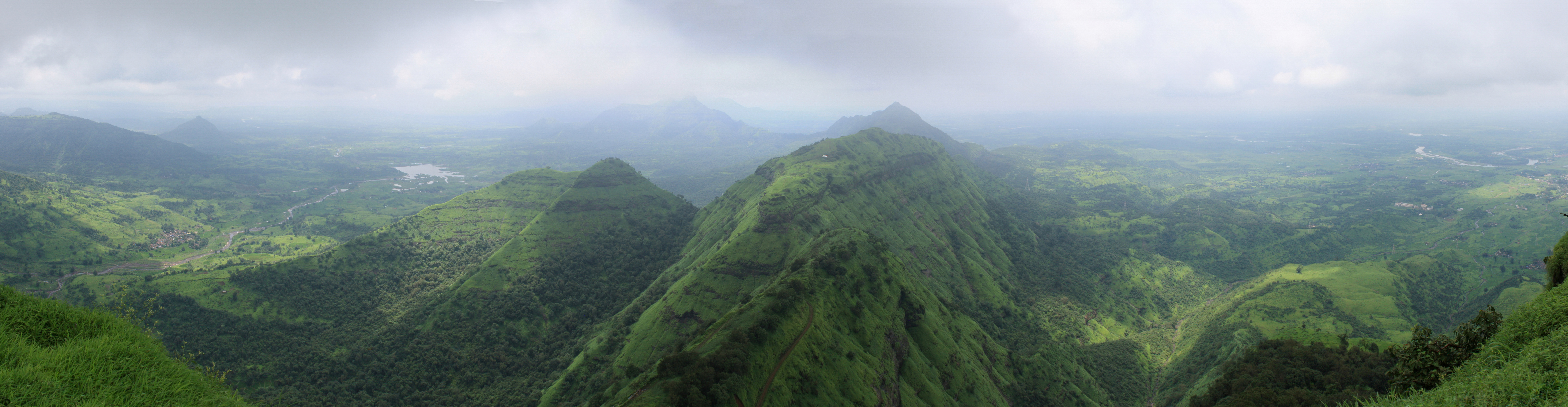
گهات غربی در فصل بارانی (۲۸ اوت)

باران‌های موسمی مهم‌ترین راه و منبع رساندن آب شیرین در شبه‌قاره هند است. به این ترتیب، این پدیده، محیط زیست (و گیاهان، جانوران و اکوسیستم‌های مرتبط)، کشاورزی، جامعه، تولید نیروی برق‌آبی و جغرافیای شبه‌قاره (مانند در دسترس‌بودن آب شیرین در پهنه‌های آبی و سطح آب زیرزمینی) را تحت تأثیر قرار می‌دهد و از طریق این عوامل به‌طور گسترده در سلامت اقتصادی کشورهای تحت تأثیر نقش دارد.
باران‌های موسمی بخش‌های وسیعی از هند را از نیمه‌بیابان به علفزارهای سبز تبدیل می‌کند. عکس‌هایی را که تنها با فاصله سه ماه در گهات غربی گرفته شده‌اند را ببینید.

### جغرافیایی
ماوسینرام و چراپونچی که هر دو در ایالت مگالایای هند قرار دارند، با توجه به مقدار بارندگی، به عنوان مرطوب‌ترین مکان‌های روی زمین شناخته می‌شوند، اگرچه شهرهای دیگری نیز وجود دارند که ادعاهای مشابهی دارند. این شهرها هر کدام بیش از ۱۱۰۰۰ میلی‌متر از باران‌های موسمی دریافت می‌کنند.

## کشاورزی

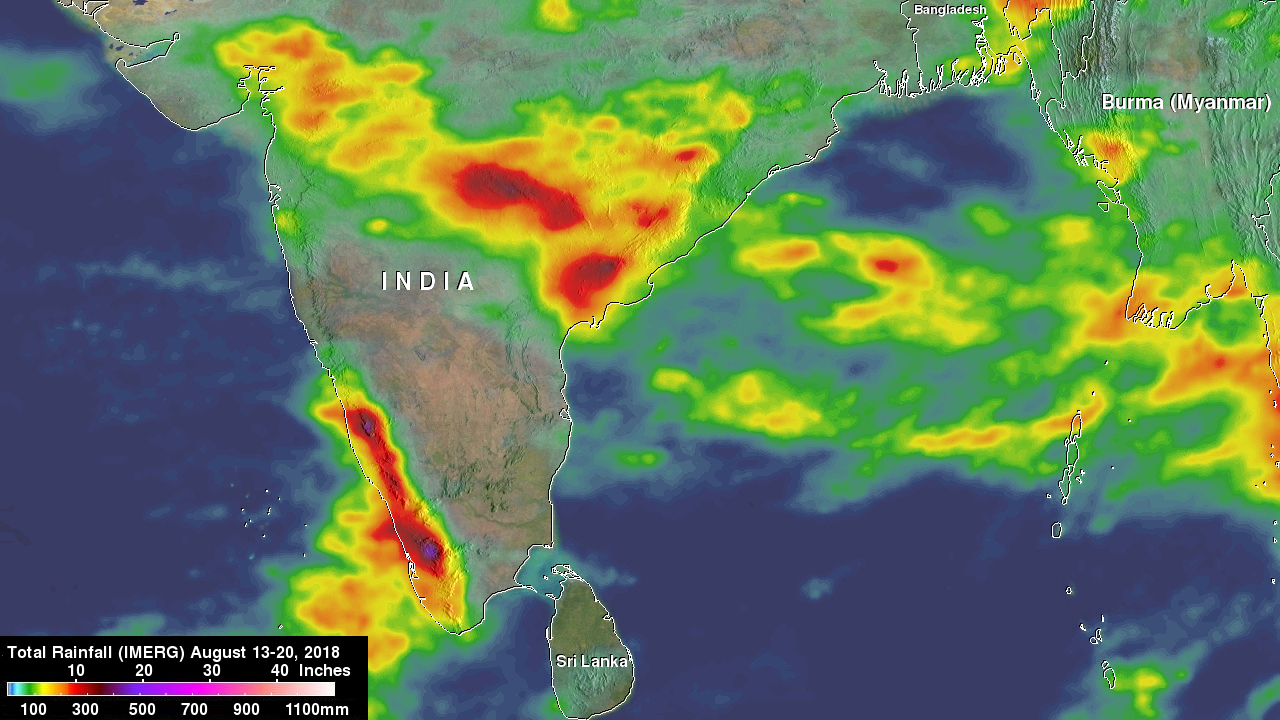
مونسون بر فراز هند، اوت ۲۰۱۸

در هند که از لحاظ تاریخی عمدتاً اقتصاد کشاورزی داشته است، بخش خدمات اخیراً از نظر تولید ناخالص داخلی از بخش کشاورزی پیشی گرفته است. با این حال، بخش کشاورزی هنوز ۱۷ تا ۲۰ درصد از تولید ناخالص داخلی را تشکیل می‌دهد و این بخش همچنان بزرگ‌ترین کارفرمای کشور است که حدود ۶۰ درصد از مردم هند برای اشتغال و امرار معاش به آن وابسته هستند. حدود ۴۹ درصد از اراضی هند، زمین‌های کشاورزی است. اگر تالاب‌های مرتبط، مناطق دیم‌کاری و مانند آن نیز در نظر گرفته شود، این عدد به ۵۵ درصد می‌رسد. از آنجایی که بیش از نیمی از این زمین‌های کشاورزی با باران آبیاری می‌شوند، باران‌های موسمی برای کفایت غذا و کیفیت زندگی هند حیاتی است.
علیرغم پیشرفت در جایگزینی روش‌های آبیاری، وابستگی کشاورزی به باران‌های موسمی هنوز بسیار زیاد است، بنابراین، تقویم کشاورزی هند وابسته به باران‌های موسمی است و هرگونه نوسان در توزیع زمانی، توزیع مکانی یا مقدار باران‌های موسمی ممکن است منجر به سیل یا خشکسالی شود و بخش کشاورزی را متضرر کند. این امر بر بخش‌های ثانویه اقتصادی و کل اقتصاد، تورم مواد غذایی و در نتیجه کیفیت و هزینه زندگی عموم مردم اثر می‌گذارد.

## اقتصاد
اهمیت اقتصادی باران‌های موسمی توسط این جمله از پراناب موکرجی که باران موسمی «وزیر دارایی واقعی هند» است، به درستی توصیف شده است. یک فصل باران موسمی خوب منجر به بازده کشاورزی بهتر می‌شود، که در نتیجه باعث کاهش قیمت کالاهای غذایی ضروری شده و با کاهش واردات، تورم مواد غذایی را به‌طور کلی کاهش می‌دهد. باران‌های موسمی بهتر همچنین منجر به افزایش تولید نیروی برق آبی می‌شود. همه این عوامل دارای اثرات موجی مثبت در سراسر اقتصاد هند هستند.
اما جنبه منفی این است که وقتی باران‌های موسمی ضعیف یا ناچیز هستند، تولید محصول کم است که این امر منجر به افزایش قیمت مواد غذایی با عرضه محدود آن‌ها می‌شود. در نتیجه، دولت هند به‌طور فعال با کشاورزان و اداره هواشناسی کشور برای تولید محصولات مقاوم به خشکی بیشتر کار می‌کند.

## بهداشت و سلامتی
شروع باران‌های موسمی فعالیت قارچ‌ها و باکتری‌ها را افزایش می‌دهد و عفونت‌های منتقل‌شده از طریق پشه، وضع هوا در نتیجه تغییر در اکوسیستم، شیوع بیشتری پیدا می‌کند. این عفونت‌ها شامل بیماری‌هایی مانند تب دنگی، مالاریا، وبا و سرماخوردگی است.

## نگارخانه

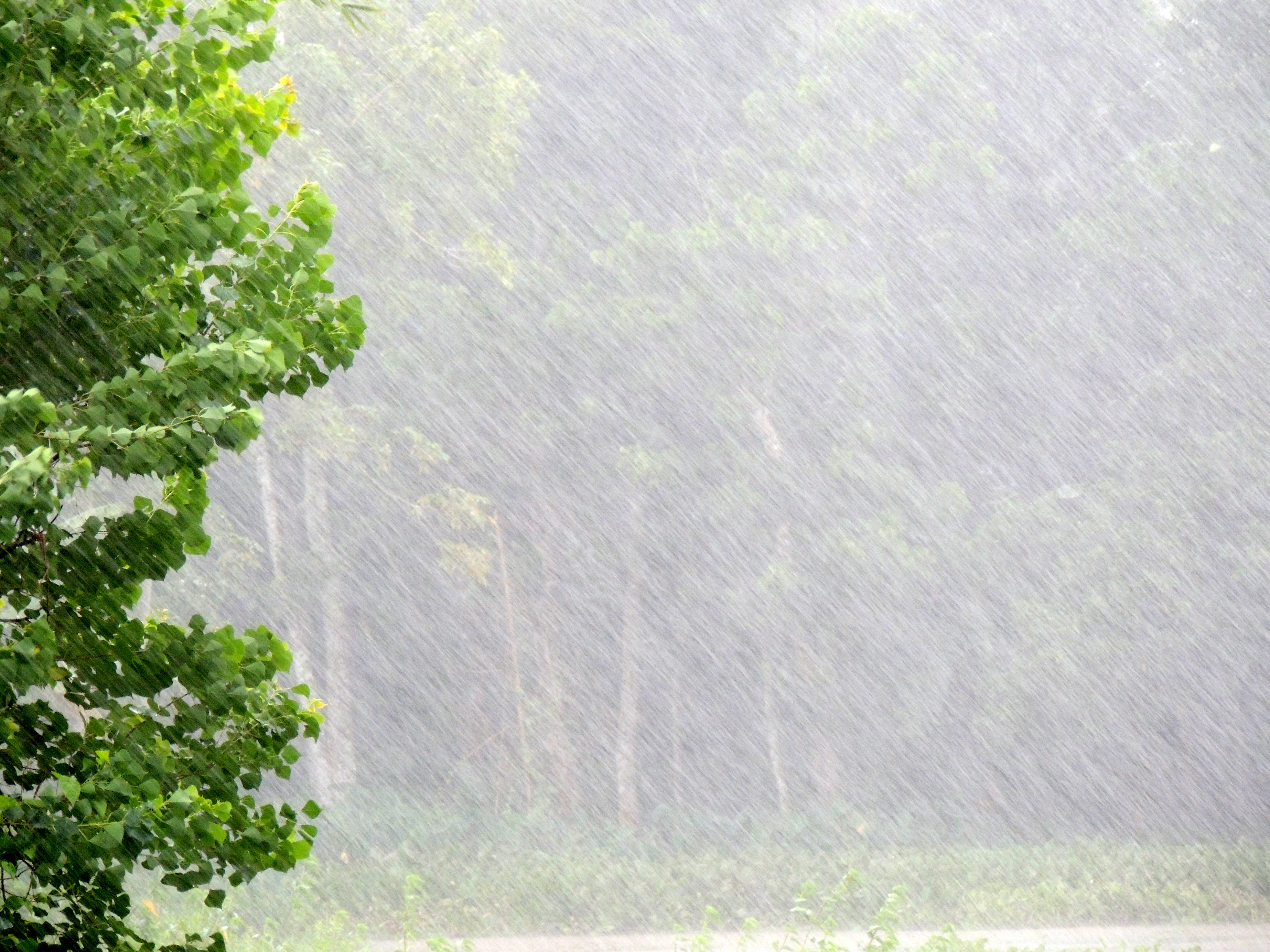
باران‌های موسمی در بنگلادش.
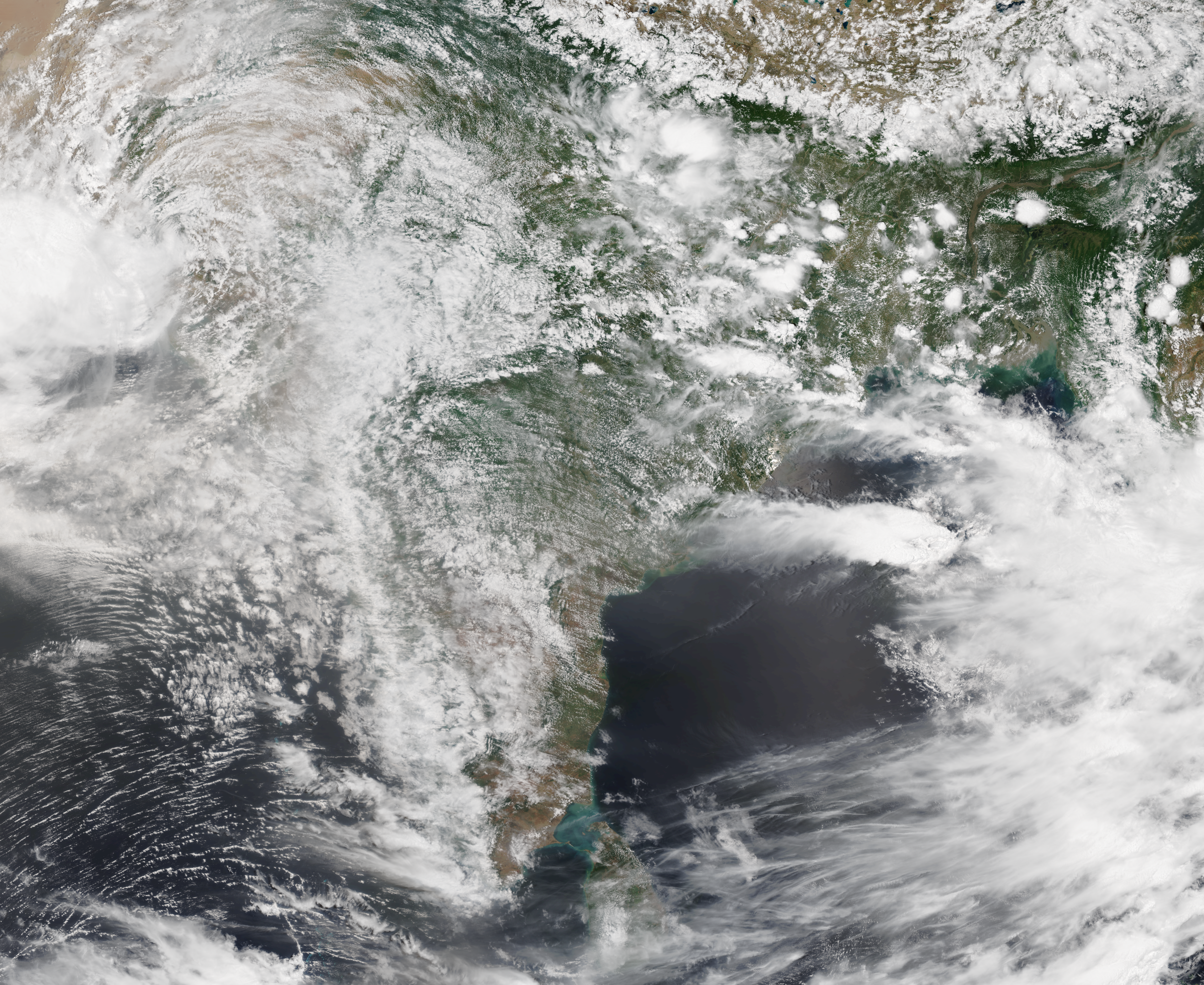
تصویر ماهواره‌ای خلیج بنگال در فصل باران‌های موسمی.
میانگین باران سالانه هند.
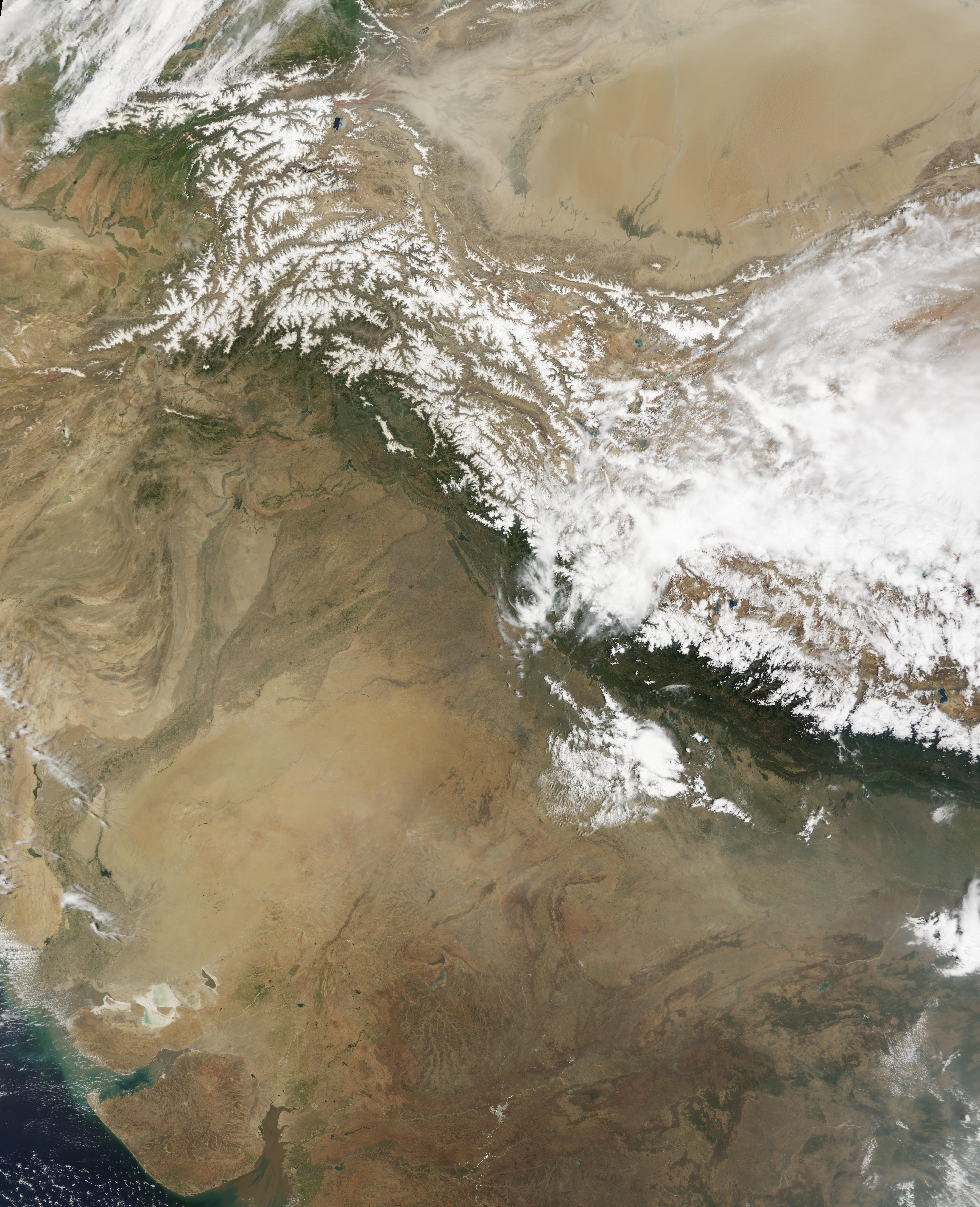
هوای پیش از باران‌های موسمی بر فراز هند.
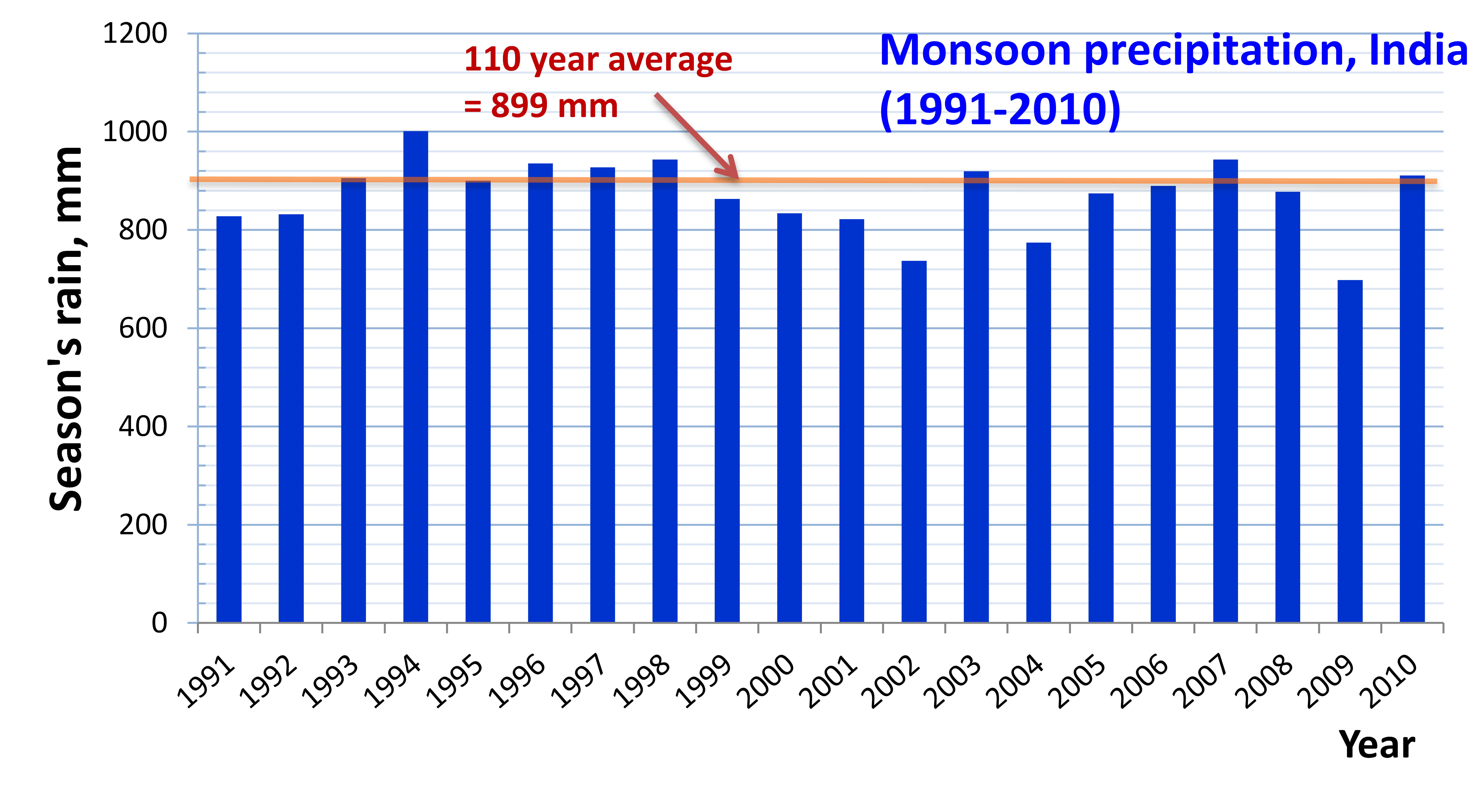
روندهای اخیر در میانگین بارندگی سالانه ناشی از مونسون.